# Брентон, Энтони
Сэр То́ни Бре́нтон (англ. Sir Tony Brenton), полное имя Э́нтони Рассел Бре́нтон (англ. Anthony Russell Brenton, р. 1 января 1950) — британский дипломат. С марта 2004 по 2008 год был послом Великобритании в Российской Федерации. Ранее, с 1994 по 1998 год, служил в Москве экономическим и научным советником. Другие дипломатические назначения включали Вашингтон, Брюссель и Каир. Награждён Орденом Святого Михаила и Святого Георгия.

## Биография
Энтони Рассел Брентон родился 1 января 1950 года. В 25 лет поступил на службу в британский МИД.
Как отмечало впоследствии «The Guardian», будучи послом в России, «Брентон столкнулся с длительной кампанией гонений, которую направляло движение „Наши“; кампания совпала с ухудшением российско-британских отношений».

## Взгляды и высказывания
В декабре 2013 года в качестве эксперта заявил, что после того, как будет подписано ассоциативное соглашение с Украиной, ЕС следует запустить против России процесс по нарушению норм ВТО из-за запрета импорта из Литвы, расцениваемого Брентоном как давление на Литву.